# Friedrich Schult
Friedrich Johann Heinrich Emil Adolf Wilhelm Schult (* 18. Februar 1889 in Schwerin; † 23. Juni 1978 in Güstrow) war ein deutscher Pädagoge, Dichter, Maler und Grafiker.

## Leben
Friedrich Schult, der wegen seiner geringen Körpergröße den plattdeutschen Spitznamen Lütten-Schult trug, war der Sohn des Gendarmen Friedrich Johann Heinrich Schult und dessen Frau Sophie Schult, geb. Dahl (1862–1944). Seine Großeltern lebten in Warlow. Sein Vater starb schon 1889; seine Mutter zog mit ihm zunächst nach Ludwigslust und dann 1899 nach Schwerin, wo sie den Bildhauer Conrad Paetow heiratete (von dem sie sich 1915 wieder scheiden ließ). Paetow förderte Schults Interesse an Kunst und Literatur. Friedrich Schult besuchte die Bürger- und Gewerbeschule in Schwerin, und ab Herbst 1904 das Lehrerseminar Neukloster (heute: Komplex der Sehschwachenschule und der Landesblindenanstalt). Nach seinem Abschluss im August 1909 war er bis 1912 als Lehrer in Wittenförden tätig.

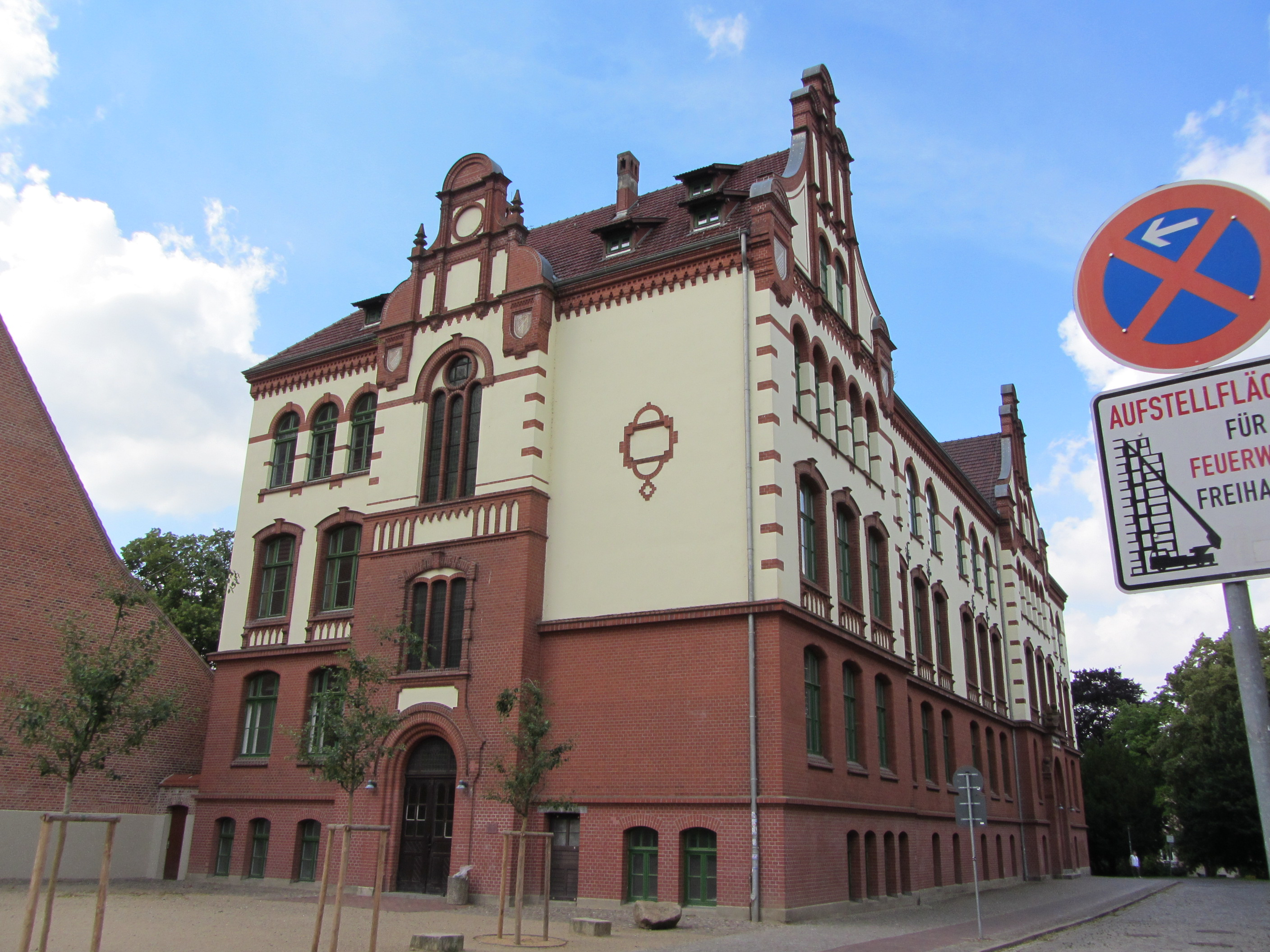
Realgymnasium Güstrow, heute John-Brinckman-Gymnasium

Ab September 1912 studierte er an der Kunstgewerbeschule Hamburg, vor allem bei Julius Wohlers (1867–1953). Ostern 1914 kam er als Zeichenlehrer an das 1902 gegründete Reform-Realgymnasium Güstrow, das ab 1934 John-Brinckman-Schule hieß. Am 2. Juli 1914 traf er erstmals mit Ernst Barlach zusammen, woraus sich eine Freundschaft entwickelte. Da er 1914 für den Kriegsdienst als untauglich sowie als unabkömmlich galt, konnte er weiter in Güstrow unterrichten.
1916 heiratete er Elisabeth, geb. Meyer (1894–1945), die Tochter des Revierförsters Max Meyer vom Forsthof Eichhof, Gemeinde Kuhstorf. Das Paar hat zwei Kinder: Margarethe (* 1916) und Friedrich Ernst (* 1918). 1921 kam es durch Barlachs Gefühle für Elisabeth zu einer Krise der Freundschaft zwischen Barlach und Schult.
Neben seinem Schuldienst fertigte Schult Privatdrucke und Gebrauchsgrafik an und war ehrenamtlicher Museumsleiter des neu eingerichteten Heimatmuseums, das auch den bedeutenden Altbestand der Bibliothek der Domschule Güstrow übernahm. 1922 entwarf er die Güstrower Notgeld-Scheine; auch das Erscheinungsbild der Titelblätter der Mecklenburgischen Monatshefte sowie das Verlagslogo des Hinstorff Verlags stammte von ihm. Ein Prospekt von 1932 listet neun Drucke im Selbstverlag.
Schults Verhältnis zu Barlach wurde wieder freundschaftlich. 1927 verteidigte Schult Barlach gegen Angriffe auf sein Güstrower Ehrenmal in den Mecklenburgische Monatsheften. Zu Barlachs 60. Geburtstag publizierte Schult eine erste Bibliografie der dramatischen, epischen und grafischen Werke Barlachs. In den Gesprächen untereinander führte Barlach ihm gegenüber aus: „Zu jeder Kunst gehören zwei: einer, der sie macht, und einer, der sie braucht.“

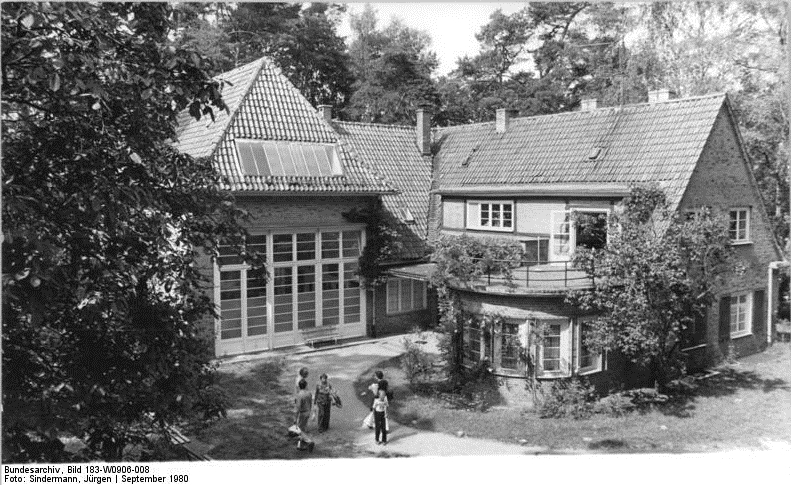
Atelierhaus am Heidberg (1980)

Nach Barlachs Tod am 24. Oktober 1938 half Schult bei den Trauerfeierlichkeiten und den ersten Arbeiten am Nachlass. Die Sorge um Barlachs Nachlass wurde nun zu seinem Lebenswerk. Er gehörte zusammen mit Hermann F. Reemtsma, Barlachs Cousin Karl Barlach, Oberregierungsrat Friedrich Droß und Pastor Johannes Schwartzkopff der Nachlass-Kommission an, die Bernhard A. Böhmer als Geschäftsführer leitete. Während des Zweiten Weltkriegs verzeichnete er die im Atelierhaus am Heidberg gelagerten Werke Barlachs. An seinem Ende war er an der kampflosen Übergabe Güstrows an die Sowjetarmee beteiligt. Unmittelbar nach Kriegsende rettete Schult in achtwöchiger Arbeit Barlachsche Kunstwerke aus dem von sowjetischen Soldaten requirierten Atelierhaus. Im Oktober organisierte er die erste Barlach-Ausstellung gemeinsam mit dem Museum der Stadt Rostock.
1947 gab Schult sein Lehramt ganz auf, von dem er sich schon 1945 beurlauben lassen hatte, zog als Kustos in das inzwischen wieder freie Atelierhaus am Heidberg und widmete sich ganz den Werken Ernst Barlachs. Am 3. November 1947 heiratete er in zweiter Ehe die Juristin Erika, geb. Schuberth (* 1903). Im Auftrag der Deutschen Akademie der Künste erarbeitete er in den folgenden Jahren die Barlach-Werkverzeichnisse, die in drei Bänden 1958 (Grafik), 1960 (Plastik) und 1971 (Zeichnungen) erschienen.
Sein eigener Nachlass wird in der Ernst-Barlach-Stiftung Güstrow und im Landeshauptarchiv Schwerin verwahrt.

## Erinnerung

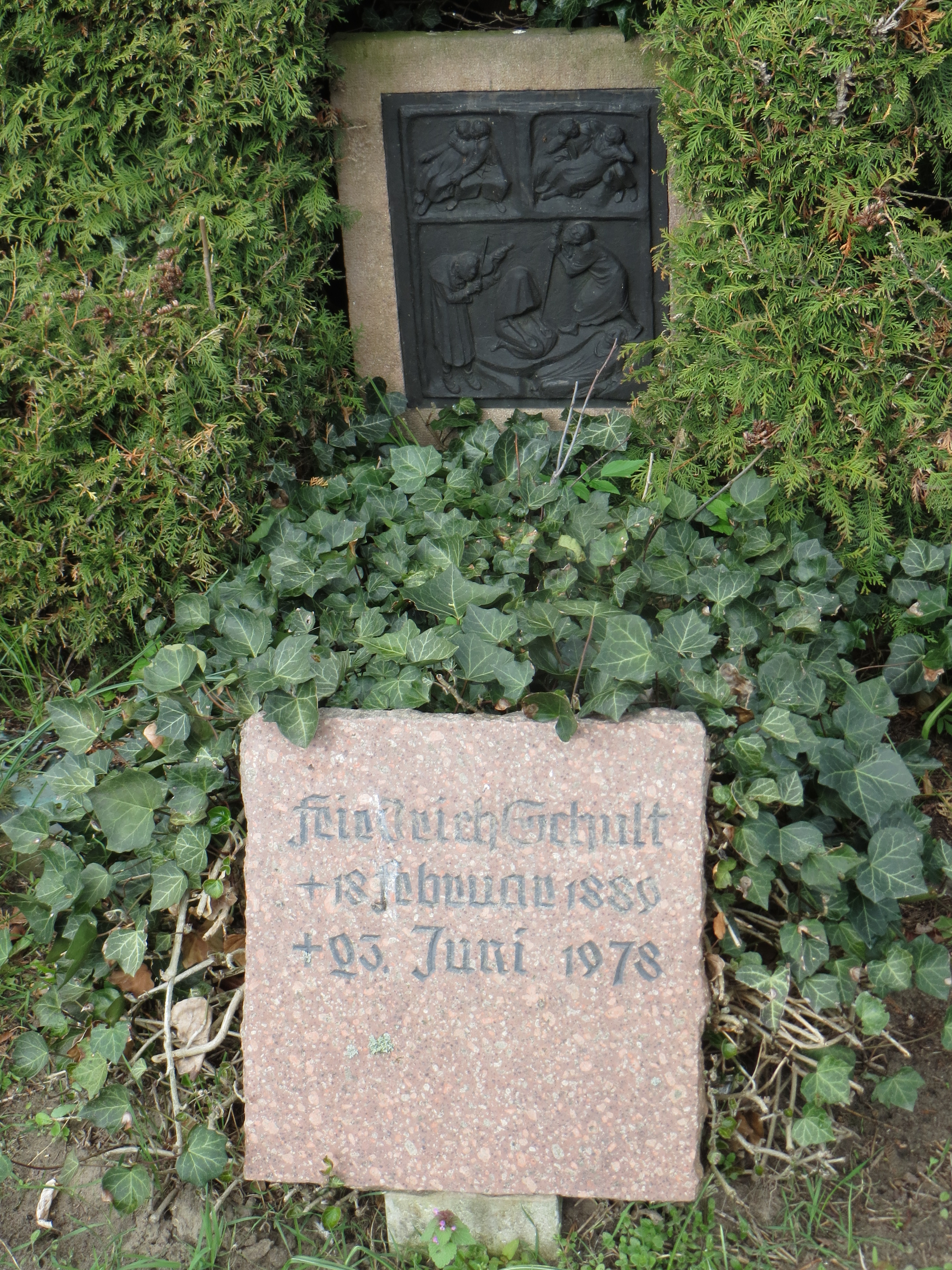
Grab Friedrich Schults mit Barlach-Skulptur auf dem Friedhof Güstrow

Nach Friedrich Schult ist der Friedrich-Schult-Weg in Güstrow benannt, an dem die Barlach-Gedenkstätte Gertrudenkapelle liegt.

## Werke
- Gestirn ist weit. A. R. Meyer, Berlin-Wilmersdorf 1923.
- Der Güstrower Dom. Michaal, Güstrow um 1930.
- Die Kerstings in Güstrow. Güstrow 1932.
- Frühes plattdeutsches Kabinett: für Richard Wossidlo. Wien 1933
- Gestirn ist weit. Verlag der Blätter f. d. Dichtung, Hamburg um 1937.
- Frühes plattdeutsches Kabinett. Ellermann, Hamburg 1938.
- Anekdoten. Berlin 1938. (Des Bücherfreundes Fahrten in Blaue 16)
- Mecklenburgische Anekdoten. Opitz, Güstrow 1938.
- Barlach im Gespräch. Ratsdruckerei, Güstrow 1939–
- Herkunft und Landschaft. Insel-Verlag, Leipzig 1943.
- Herkunft und Landschaft. Insel-Verlag, Wiesbaden u. a. 1947.
- Barlach im Gespräch. Insel-Verlag, Wiesbaden 1948.
- Über einen Schlafenden geneigt. Sichowsky, Hamburg 1949.
- Ernst Barlach: Werkverzeichnis. Hauswedell, Hamburg 1958–

Band 1: Das plastische Werk. 1960. (Nachdruck 1997)
Band 2: Das graphische Werk. 1958. (Nachdruck 1997)
Band 3: Werkkatalog der Zeichnungen. 1971.
- Gib dich aus Händen: Gedichte. VOB Union Verlag, Berlin 1965.
- Totentanz. Grillen-Presse, Hamburg 1967.
- Kleine Prosa. Hinstorff, Rostock 1966.
- Barlach im Gespräch. 1. Auflage. der Neuausgabe. Insel-Verlag, Leipzig 1985; 3. Aufl. 1989, ISBN 978-3-7351-0081-8.